# 슈퍼 퍼즐 파이터 II 터보
《슈퍼 퍼즐 파이터 II 터보》(Super Puzzle Fighter II Turbo)는 캡콤이 제작한 1996년 타일 조합식 퍼즐 게임이다. 아케이드 전용 기판 CP 시스템 II로 처음 출시됐으며, 컴파일의 《뿌요뿌요 2》로 시작된 대전 퍼즐 게임의 유행세를 타 개발된 게임이다. 제목은 캡콤의 대전 격투 게임 《슈퍼 스트리트 파이터 II 터보》의 패러디로, 등장인물과 그래픽부터 음악까지 《스트리트 파이터 알파》부터 《다크스토커즈》를 아우르는 각종 캡콤 게임들로 이뤄져있다. 일본판도 같은 게임의 제목을 따 《슈퍼 퍼즐 파이터 II X》(Super Puzzle Fighter II X, スーパーパズルファイターII X)라는 제목으로 발매됐다.
위에서부터 내려오는 블럭 '젬'들을 쌓은 후, 이들을 터뜨리는 '크래시 젬'을 적절한 위치에 배치하는 것이 게임의 목표이다. 더 많은 젬들을 터뜨리고 연속해서 다른 색깔의 젬들을 파괴할수록 상대방에게 '카운터 젬'을 보내 플레이를 방해할 수 있으며, 상대방의 필드가 젬으로 꽉차 더 이상 놓을 수 없는 상태가 될 경우 승리를 거머쥐게 된다.
오락실용으로 처음 발매된 후 동시대 콘솔 플레이스테이션과 세가 새턴으로 이식판이 발매됐다. 그 후 마이크로소프트 윈도우와 드림캐스트로도 출시됐으며, 2003년에는 게임보이 어드밴스로 휴대용 버전이 발매됐다. 2007년에는 백본 엔터테인먼트가 개발한 HD 리마스터판이 《슈퍼 퍼즐 파이터 II 터보 HD 리믹스》(Super Puzzle Fighter II Turbo HD Remix)라는 제목으로 플레이스테이션 3 및 엑스박스 360으로 출시됐다. 2017년에는 후속작 《퍼즐 파이터》가 모바일 전용으로 나왔다.

## 등장인물
한 사람만 제외하고 출연진 전원이 캡콤의 두 격투 게임 《스트리트 파이터》와 《다크스토커즈》에서 왔다.
- 류 (스트리트 파이터)
- 켄 (스트리트 파이터)
- 춘 리 (스트리트 파이터 II)
- 카스카노 사쿠라
- 모리건 애슬랜드
- 도노반
- 히셴코
- 펠리시아
- 아쿠마
- 히비키 단
- 데빌로트 (사이버보츠)
- 메이링
- 아니타

## 평가
| 평가 |                |
| --- | -------------- |
| 평론 점수 평론사 점수 EGM 7.375/10 (SAT) [ 3 ] 게임스팟 7.6/10 (SAT) [ 4 ] 넥스트 제네레이션 (ARC, PS1) [ 5 ] [ 2 ] Sega Saturn Magazine 86% (SAT) [ 6 ] |                |
| 평론 점수 |                |
| 평론사 | 점수           |
| EGM | 7.375/10 (SAT) |
| 게임스팟 | 7.6/10 (SAT)   |
| 넥스트 제네레이션 | (ARC, PS1)     |
| Sega Saturn Magazine | 86% (SAT)      |